# Lázaros Christodoulópoulos
Lázaros Christodoulópoulos (en grec : Λάζαρος Χριστοδουλόπουλος), né le 19 décembre 1986 à Thessalonique, est un footballeur international grec, évoluant aux postes de milieu offensif et d’attaquant à l'Aris.

## Biographie

### En club
Après avoir joué au PAOK Salonique, il signe en juin 2008, au club de Panathinaïkos, pour la somme de 2 000 000 euros. En janvier 2013, il signe en faveur du Bologne FC.

## Palmarès
AEK Athènes
Coupe de Grèce
- Finaliste : 2017

Championnat de Grèce
- 2018